# Generazione Z (programma televisivo)
Generazione Z è stato un programma televisivo italiano in onda dal 2022 al 2025 su Rai 2 con la conduzione di Monica Setta.
Il programma, nella sua prima edizione, è andato in onda per due puntate il sabato pomeriggio. Successivamente è stato spostato il martedì in terza serata e, da maggio 2024, al giovedì, sempre in terza serata.

## Il programma
Il programma è uno spazio per raccontare la Generazione Z, che si è trovata stretta tra pandemia e guerra in Ucraina, con l'obiettivo di cogliere che cosa le ragazze e i ragazzi sanno della politica, della guerra o dell'economia. Uno spazio dove si racconta la generazione dei giovanissimi che, non sempre disinvolta, si destreggia, tra social, novità tecnologiche, nuovi rapporti con le famiglie, scuola ed amici, approfondendo anche il grado di conoscenza che esiste fra genitori, figli ed i loro rispettivi mondi, con l'obiettivo di cogliere quello che la "Generazione Z" sa oggi della vita che gli gira attorno.
La conduzione è di Monica Setta mentre fra i giovanissimi rappresentanti della Generazione Z in studio ne ricordiamo alcuni fra cui Jacqueline Zanetti, Gaia Torlontano, Andrea Pala, Mariavittoria Canino, Pietro Bernardi, Alessio Perrone, Stefania Iodice, Sofia Fici, Ludovica Calia e Aurora Caporossi.

## Edizioni
| Edizione | Inizio            | Fine             | Puntate | Conduttore   | Studio                                                     |
| -------- | ----------------- | ---------------- | ------- | ------------ | ---------------------------------------------------------- |
| 1ª       | 26 marzo 2022     | 1º giugno 2022   | 10      | Monica Setta | Studio 1 del Centro di produzione TV Raffaella Carrà, Roma |
| 2ª       | 4 ottobre 2022    | 20 dicembre 2022 | 12      | Monica Setta | Studio 1 del Centro di produzione TV Raffaella Carrà, Roma |
| 3ª       | 14 febbraio 2023  | 30 maggio 2023   | 16      | Monica Setta | Studio 1 del Centro di produzione TV Raffaella Carrà, Roma |
| 4ª       | 3 ottobre 2023    | 6 giugno 2024    | 36      | Monica Setta | Studio 1 del Centro di produzione TV Raffaella Carrà, Roma |
| 5ª       | 12 settembre 2024 | 3 luglio 2025    | 40      | Monica Setta | Studio 1 del Centro di produzione TV Raffaella Carrà, Roma |

## Puntate ed ascolti

### Prima edizione
| Puntata | Messa in onda  | Ascolti        | Ascolti |
| Puntata | Messa in onda  | Telespettatori | Share   |
| ------- | -------------- | -------------- | ------- |
| 1       | 26 marzo 2022  | 242.000        | 2%      |
| 2       | 2 aprile 2022  | 252.000        | 1,8%    |
| 3       | 12 aprile 2022 | 217.000        | 6,3%    |
| 4       | 19 aprile 2022 | 154.000        | 2,6%    |
| 5       | 26 aprile 2022 | 131.000        | 2,6%    |
| 6       | 3 maggio 2022  | 182.000        | 3,7%    |
| 7       | 10 maggio 2022 | 110.000        | 3,5%    |
| 8       | 17 maggio 2022 | 144.000        | 3,9%    |
| 9       | 25 maggio 2022 | 95.000         | 3,1%    |
| 10      | 1º giugno 2022 | 215.000        | 6,8%    |
| Media   | Media          | 174.000        | 3,6%    |

### Seconda edizione
| Puntata | Messa in onda    | Ascolti        | Ascolti |
| Puntata | Messa in onda    | Telespettatori | Share   |
| ------- | ---------------- | -------------- | ------- |
| 1       | 4 ottobre 2022   | 248.000        | 2,64%   |
| 2       | 11 ottobre 2022  | 134.000        | 3,64%   |
| 3       | 18 ottobre 2022  | 179.000        | 5,90%   |
| 4       | 25 ottobre 2022  | 186.000        | 5,40%   |
| 5       | 1º novembre 2022 | 220.000        | 7,30%   |
| 6       | 8 novembre 2022  | 146.000        | 4,90%   |
| 7       | 15 novembre 2022 | 134.000        | 4,30%   |
| 8       | 22 novembre 2022 | 144.000        | 4,34%   |
| 9       | 29 novembre 2022 | 125.000        | 3,60%   |
| 10      | 6 dicembre 2022  | 161.000        | 3,57%   |
| 11      | 13 dicembre 2022 | 132.000        | 3,10%   |
| 12      | 20 dicembre 2022 | 177.000        | 4,90%   |
| Media   | Media            | 165.000        | 4,46%   |

### Terza edizione
| Puntata | Messa in onda    | Ascolti        | Ascolti |
| Puntata | Messa in onda    | Telespettatori | Share   |
| ------- | ---------------- | -------------- | ------- |
| 1       | 15 febbraio 2023 | 193.000        | 5,77%   |
| 2       | 21 febbraio 2023 | 205.000        | 5,90%   |
| 3       | 28 febbraio 2023 | 162.000        | 4,30%   |
| 4       | 7 marzo 2023     | 146.000        | 4,10%   |
| 5       | 14 marzo 2023    | 224.000        | 4,99%   |
| 6       | 21 marzo 2023    | 191.000        | 5,90%   |
| 7       | 28 marzo 2023    | 149.000        | 4,83%   |
| 8       | 4 aprile 2023    | 124.000        | 4,20%   |
| 9       | 11 aprile 2023   | 214.000        | 7,51%   |
| 10      | 18 aprile 2023   | 92.000         | 3,18%   |
| 11      | 25 aprile 2023   | 171.000        | 6,52%   |
| 12      | 2 maggio 2023    | 121.000        | 4,25%   |
| 13      | 9 maggio 2023    | 179.000        | 4,23%   |
| 14      | 16 maggio 2023   | 196.000        | 4,83%   |
| 15      | 23 maggio 2023   | 185.000        | 5,50%   |
| 16      | 30 maggio 2023   | 152.000        | 4,95%   |
| Media   | Media            | 169.000        | 5,06%   |

### Quarta edizione
| Puntata | Messa in onda    | Ascolti        | Ascolti |
| Puntata | Messa in onda    | Telespettatori | Share   |
| ------- | ---------------- | -------------- | ------- |
| 1       | 3 ottobre 2023   | 199.000        | 5,72%   |
| 2       | 10 ottobre 2023  | 153.000        | 4,40%   |
| 3       | 17 ottobre 2023  | 115.000        | 3,70%   |
| 4       | 24 ottobre 2023  | 84.000         | 3,09%   |
| 5       | 31 ottobre 2023  | 140.000        | 5,14%   |
| 6       | 7 novembre 2023  | 102.000        | 3,86%   |
| 7       | 14 novembre 2023 | 68.000         | 4,18%   |
| 8       | 21 novembre 2023 | 161.000        | 5,54%   |
| 9       | 28 novembre 2023 | 137.000        | 5,20%   |
| 10      | 5 dicembre 2023  | 150.000        | 4,90%   |
| 11      | 12 dicembre 2023 | 129.000        | 2,50%   |
| 12      | 19 dicembre 2023 | 79.000         | 1,92%   |
| 13      | 26 dicembre 2023 | 204.000        | 4,80%   |
| 14      | 30 dicembre 2023 | 411.000        | 3,73%   |
| 15      | 2 gennaio 2024   | 86.000         | 2,56%   |
| 16      | 9 gennaio 2024   | 87.000         | 2,72%   |
| 17      | 16 gennaio 2024  | 155.000        | 4,58%   |
| 18      | 23 gennaio 2024  | 105.000        | 2,96%   |
| 19      | 30 gennaio 2024  | 159.000        | 4,66%   |
| 20      | 13 febbraio 2024 | 139.000        | 4,00%   |
| 21      | 20 febbraio 2024 | 113.000        | 3,20%   |
| 22      | 27 febbraio 2024 | 141.000        | 4,33%   |
| 23      | 5 marzo 2024     | 128.000        | 4,01%   |
| 24      | 12 marzo 2024    | 87.000         | 2,70%   |
| 25      | 19 marzo 2024    | 128.000        | 4,30%   |
| 26      | 26 marzo 2024    | 134.000        | 4,50%   |
| 27      | 2 aprile 2024    | 225.000        | 7,00%   |
| 28      | 9 aprile 2024    | 218.000        | 6,80%   |
| 29      | 16 aprile 2024   | 204.000        | 5,30%   |
| 30      | 23 aprile 2024   | N.D.           | N.D.    |
| 31      | 30 aprile 2024   | 229.000        | 6,80%   |
| 32      | 9 maggio 2024    | 207.000        | 4,70%   |
| 33      | 16 maggio 2024   | 164.000        | 2,90%   |
| 34      | 23 maggio 2024   | 183.000        | 5,80%   |
| 35      | 30 maggio 2024   | 226.000        | 5,60%   |
| 36      | 6 giugno 2024    | 147.000        | 2,74%   |
| Media   | Media            | 154.000        | 4,30%   |

### Quinta edizione
| Puntata | Messa in onda     | Ascolti        | Ascolti |
| Puntata | Messa in onda     | Telespettatori | Share   |
| ------- | ----------------- | -------------- | ------- |
| 1       | 12 settembre 2024 | 56.000         | 1,40%   |
| 2       | 19 settembre 2024 | 77.000         | 1,70%   |
| 3       | 26 settembre 2024 | 129.000        | 3,10%   |
| 4       | 3 ottobre 2024    | 55.000         | 1,80%   |
| 5       | 10 ottobre 2024   | 54.000         | 1,70%   |
| 6       | 17 ottobre 2024   | 50.000         | 1,70%   |
| 7       | 24 ottobre 2024   | 114.000        | 3,70%   |
| 8       | 31 ottobre 2024   | 72.000         | 1,62%   |
| 9       | 7 novembre 2024   | 46.000         | 1,60%   |
| 10      | 14 novembre 2024  | 305.000        | 1,80%   |
| 11      | 21 novembre 2024  | 119.000        | 2,88%   |
| 12      | 28 novembre 2024  | 70.000         | 1,63%   |
| 13      | 5 dicembre 2024   | 104.000        | 3,10%   |
| 14      | 12 dicembre 2024  | 131.000        | 3,40%   |
| 15      | 19 dicembre 2024  | 185.000        | 3,82%   |
| 16      | 26 dicembre 2024  | 210.000        | 3,71%   |
| 17      | 2 gennaio 2025    | 302.000        | 5,59%   |
| 18      | 9 gennaio 2025    | 203.000        | 4,55%   |
| 19      | 16 gennaio 2025   | 135.000        | 3,02%   |
| 20      | 23 gennaio 2025   | 124.000        | 2,90%   |
| 21      | 30 gennaio 2025   | 122.000        | 2,55%   |
| 22      | 6 febbraio 2025   | 77.000         | 1,65%   |
| 23      | 20 febbraio 2025  | 104.000        | 2,11%   |
| 24      | 27 febbraio 2025  | 106.000        | 2,75%   |
| 25      | 6 marzo 2025      | 120.000        | 2,98%   |
| 26      | 13 marzo 2025     | 183.000        | 5,37%   |
| 27      | 20 marzo 2025     | 83.000         | 2,49%   |
| 28      | 3 aprile 2025     | 121.000        | 2,86%   |
| 29      | 10 aprile 2025    | 174.000        | 4,63%   |
| 30      | 17 aprile 2025    | 132.000        | 3,80%   |
| 31      | 1 maggio 2025     | 76.000         | 2,09%   |
| 32      | 8 maggio 2025     | 174.000        | 3,93%   |
| 33      | 15 maggio 2025    | 156.000        | 5,90%   |
| 34      | 22 maggio 2025    | 87.000         | 2,37%   |
| 35      | 29 maggio 2025    | 91.000         | 1,75%   |
| 36      | 5 giugno 2025     | 110.000        | 2,30%   |
| 37      | 12 giugno 2025    | 102.000        | 3,60%   |
| 38      | 19 giugno 2025    | 227.000        | 7,00%   |
| 39      | 26 giugno 2025    | 197.000        | 6,00%   |
| 40      | 3 luglio 2025     | 183.000        | 5,10%   |
| Media   | Media             | 129.000        | 3,14%   |

## Audience
| Edizione | Rete televisiva | Anno      | Programmazione | Programmazione | Programmazione | Programmazione | Programmazione | Programmazione | Programmazione | Collocazione | Collocazione | Telespettatori | Share |
| Edizione | Rete televisiva | Anno      | L              | M              | M              | G              | V              | S              | D              | Collocazione | Collocazione | Telespettatori | Share |
| -------- | --------------- | --------- | -------------- | -------------- | -------------- | -------------- | -------------- | -------------- | -------------- | ------------ | ------------ | -------------- | ----- |
| 1ª       | Rai 2           | 2022      |                |                |                |                |                |                |                | Pomeriggio   | Terza serata | 174.000        | 3,63% |
| 1ª       | Rai 2           | 2022      | Terza serata   |                |                |                |                |                |                |              |              |                |       |
| 2ª       | Rai 2           | 2022      |                | 165.000        | 4,46%          |                |                |                |                |              |              |                |       |
| 3ª       | Rai 2           | 2023      | 169.000        | 5,06%          |                |                |                |                |                |              |              |                |       |
| 4ª       | Rai 2           | 2023/2024 |                |                | Terza serata   | Pomeriggio     | 154.000        | 4,30%          |                |              |              |                |       |
| 5ª       | Rai 2           | 2024/2025 |                |                | Terza serata   | Terza serata   | 129.000        | 3,14%          |                |              |              |                |       |